# Suore francescane degli afflitti
Le Suore Francescane degli Afflitti (in polacco Siostry Franciszkanki od Cierpiących) sono un istituto religioso femminile di diritto pontificio: le suore di questa congregazione pospongono al loro nome la sigla C.S.F.A.

## Storia
Le origini della congregazione risalgono al "Rifugio per le donne pericolanti e abbandonate" aperto nel 1858 a Varsavia su iniziativa di alcune dame della società San Vincenzo e di un gruppo di terziarie cappuccine: nel 1864 l'istituto iniziò ad accogliere anche ragazze desiderose di abbracciare la vita religiosa ma alle quali questo era impedito per la situazione politica della Polonia.
Nel 1882 Onorato da Biała e Kazimiera Gruszczyńska intervennero riorganizzando l'istituto e trasformandolo in una congregazione di religiose con voti semplici e in abiti civili, soggette alla regola del terz'ordine francescano e dedite alla cura dei malati.
L'istituto, aggregato all'ordine dei frati minori cappuccini dal 1909, ricevette il pontificio decreto di lode il 30 luglio 1909 e le sue costituzioni ottennero l'approvazione definitiva della Santa Sede il 2 marzo 1937.

## Attività e diffusione
Le religiose si dedicano principalmente all'assistenza morale e materiale agli ammalati, anche a domicilio.
Sono presenti in varie località della Polonia; la sede generalizia è a Varsavia.
Alla fine del 2008 la congregazione contava 182 religiose in 17 case.